# Kristjan Arh Česen
Kristjan Arh Česen (* 17. Juli 1997 in Kranj) ist ein slowenischer Fußballspieler. Der Linksfuß spielt zumeist auf der Position des linken Außenverteidigers und steht seit 2023 bei den Kickers Offenbach unter Vertrag.

## Werdegang
Kristjan Arh Česen begann seine Karriere in seiner Heimatstadt beim NK Triglav Kranj. Ab 2016 spielte er in dessen Profimannschaft in der zweiten slowenischen Liga und stieg mit dieser 2017 in die erste Liga auf. Von September bis November 2017 spielte er zudem fünf Mal für die slowenische U21-Nationalmannschaft; bis zum Herbst 2018 wurde er dort zwar weiterhin in den Kader nominiert, ohne jedoch ein weiteres Mal zum Einsatz zu kommen. Mit dem Verein erreichte er zunächst in den Spielzeiten 2017/18 und 2018/19 zweimal den Klassenerhalt in der ersten Liga, stieg aber im Sommer 2020 wieder in die zweite Liga ab.
Im August 2020 wechselte er nach Deutschland und absolvierte ein Probetraining beim Regionalligisten VfR Aalen, der ihn anschließend zunächst bis Saisonende unter Vertrag nahm. Verletzungsbedingt verpasste er jedoch den Großteil der anschließenden Saison. Sein auslaufender Vertrag wurde dennoch verlängert, woraufhin er in der anschließenden Saison 2021/22 regelmäßig zum Einsatz kam. Auch die folgende Saison 2022/23 bestritt er als Stammspieler bei den Schwaben. Nach drei Jahren in Aalen verließ er den Verein im Sommer 2023 und schloss sich dem Ligakonkurrenten Kickers Offenbach an.